# ジルバ (バンド)
ジルバは、日本のロックバンドである。2005年結成。

## 経歴・エピソード
- 2005年9月「ジルバ」、2006年7月「ジルバ 2」の2枚の自主制作ミニアルバムをリリース。
- 2009年に公開された映画クローズZEROIIの劇中歌（楽曲名「KAZENINARE」）に抜擢[1][2][3]。クライマックスシーンで使用された。（滝谷源次（小栗旬）率いる「鈴蘭高校」と鳴海大我（金子ノブアキ）率いる「鳳仙学園」との対決シーン）
- 「KAZENINARE」は髙橋ヒロシ作「WORST」（月刊少年チャンピオン）の第3部 第1話で歌詞が引用されており、作者から「最高にイカシテるバンド」と賛辞を受けている[4][5][6]。（2013年にもジルバのバンド名や曲名が落書きとして大きく描かれる）
- 2009年11月、1stアルバム「JITTERBUG」をリリース[7][8][9]。
- 2010年10月、ファッションブランドJACKROSEとのコラボレーションを実施、「JACKROSE REAL MAGAZINE vol.3」（メディアボーイ刊）にジルバの楽曲「ROSE」「LAST BUS」の2曲を収録したCDが付録となった[10]。
- 2011年2月、11年ぶりに復活した黒夢トリビュートアルバム「FUCK THE BORDER LINE」に「Walkin' on the edge」で参加。同年6月、黒夢のZepp OsakaでのLIVE公演にてオープニングアクトも務めた[11]。
- 2013年、バンドとして主演する映画「佐渡テンペスト」SADO TEMPEST（ジョン・ウィリアムズ監督作品）公開[12]。イギリス、アメリカ、ブラジル等、世界各地での映画祭に正式招待作品として選出され、米国で開催された「シカゴ国際映画と音楽祭」の長編劇映画部門でグランプリを獲得。「ブルックリン映画祭」では最優秀音楽賞を受賞[13]。(※受賞は、逸見泰典とロックバンド「ジルバ」（作詞作曲演奏）と、スワベック・コバレフスキ（映画音楽作曲）1グループと1名）
- 2013年8月21日にアルバム「The TEMPEST」をリリース[14]。「ブルックリン映画祭」最優秀音楽賞受賞曲「山姥」「爆弾が飛んできた」「スパークリングハリー」「602」の4曲を含む、全8曲収録。
- 2014年2月短編映画「運河の伝説」（ジョン・ウィリアムズ監督作品）にジルバがバンドとして友情出演、「アロワナ」が劇中歌として使用された。Moosic IN 中川運河プロジェクトの4編の中の1編。名古屋のシネマスコーレで限定公開された。
- 2015年5月22日、3rdマキシシングル「陽炎の詩」をリリース。6月5日、主演映画「佐渡テンペスト」（ジョン・ウィリアムズ監督作品）DVDがリリースされた。このDVDにはジルバが友情出演した、同監督による短編映画「運河の伝説」（2014年に限定公開）も収録されている。
- 彼らが掲げる真の日本語ロックを貫きながら、都内を中心にライブ活動中。

## メンバー
逸見 泰典(ヘンミヤスノリ - Vo&G)
愛知県出身。
楽曲の全作詞、作曲を担当。
ドラムの宇佐美とは大学時代からの仲。
以前はオーディエンスを威嚇するようなライブパフォーマンスをしていたが、最近では人間味を重視した一体感のあるライブを展開。
渡邊 高志(ワタナベタカシ - G)
東京都出身。
黒髪が特徴的な右のギター。バンドでは最年少。
和泉 昭寛(イズミアキヒロ - B)
東京都出身。
ヴィジュアル系バンドLittle Vampireの元メンバー。
趣味はバイク。実はバンドのリーダーらしい。
ライブハウス「aube shibuya」の店長でもある。
宇佐美 哲男(ウサミテツオ- Dr)
神奈川県出身。
ライブ冒頭の彼の独特なパフォーマンスは彼らのライブに必要不可欠な存在。

## ディスコグラフィー

### マキシシングル
|     | 発売日        | タイトル              | 規格品番    | 収録曲                                                    | 備考           |
| --- | ------------- | --------------------- | ----------- | --------------------------------------------------------- | -------------- |
| 1st | 2009年4月8日  | BASUE GALLERY         | CTCR-40290  | 1. LAST BUS 2. シチリアリフレイン 3. KAZENINARE 4. 共犯者 |                |
| 2nd | 2013年2月16日 | 山姥/爆弾が飛んできた | JBCD-004088 | 1. 山姥 2. 爆弾が飛んできた                               | ライブ会場限定 |
| 3rd | 2015年5月22日 | 陽炎の詩              | JTBG-10003  | 1. The thema of tsuyu 2. 陽炎の詩 3. ポニー pony          | ライブ会場限定 |

### アルバム
|         | 発売日         | タイトル    | 規格品番   | 収録曲 | 備考           |
| ------- | -------------- | ----------- | ---------- | --- | -------------- |
| 1st     | 2009年11月25日 | JITTERBUG   | JTBG-10001 | 1. 号外デモクラシー 2. オールドタイマー 3. デーマゴーグ 4. 北回帰線 5. フォーカスライター 6. サンデー 7. HORIZON -under my brain- 8. Dear Mr.リンドバーグ 9. KAZENINARE 10. スワロー 11. LONDON☆PARIS 12. ポルカ 13. 焦燥歌 |                |
| 1stミニ | 2011年7月22日  | EXPLORE     | JBCD-00408 | 1. E.X.P 2. コーヒーカップに揺られながら 3. キミよりアイツの方が綺麗だ 4. アロワナ | ライブ会場限定 |
| 2nd     | 2013年8月21日  | The TEMPEST | JTBG-10002 | 1. エンドロール 2. スパークリングハリー 3. 爆弾が飛んできた 4. 唇 5. 602 6. 山姥 7. デリバリービンテージロックンロール 8. 陽が昇ったり沈んだり                                                                              |                |

### 配信限定
- 「サヨナラを告げる歌」（2010年4月1日）
- 「ROSE」（2010年10月6日）

### 参加作品
| 発売日        | タイトル                                          | 規格品番   | 収録曲                                                 |
| ------------- | ------------------------------------------------- | ---------- | ------------------------------------------------------ |
| 2009年4月8日  | 映画「クローズZERO II」オリジナルサウンドトラック | FLCF-4274  | tr-14 ジルバ「KAZENINARE」                             |
| 2011年2月9日  | 黒夢トリビュートアルバム「FUCK THE BORDER LINE」  | AVCD-38206 | tr-6 ジルバ「Walkin' on the edge」                     |
| 2011年5月25日 | 「クローズ×WORST」トリビュートアルバム            | AVCD-38248 | tr-8 ジルバ「サヨナラを告げる歌」                      |
| 2015年7月17日 | THE MUTANTS アルバム「TOKYO NIGHTS」              |            | tr-9 YASUNORI HENMI(JITTERBUG)「ABSOLUTE ZERO(-273°)」 |

## ミュージックビデオ
| 監督       | 曲名                                                           |
| 須藤カンジ | 「デーマゴーグ」                                               |
| 野口大輔   | 「スパークリングハリー」「デリバリービンテージロックンロール」 |
| 不明       | 「焦燥歌」                                                     |